# 達格納姆和雷納姆 (英國國會選區)

選區在大倫敦的位置

達格納姆和雷納姆（英語：Dagenham and Rainham），英國國會一自治市選區，包括大倫敦巴金-達格納姆區的六個選區和黑弗靈區的三個選區。
始設於2010年。原任達格納姆選區議員的、工黨的喬恩·克魯達斯在2010年大選中以40.3%選票再度連任。